# تيم بويل
تيم بويل (بالإنجليزية: Tim Boyle)‏ هو لاعب كرة قدم أمريكية أمريكي، ولد في 3 أكتوبر 1994 في ميدلفيلد في الولايات المتحدة.

## وصلات خارجية
- تيم بويل على موقع مرجع كرة القدم المحترفة.كوم (الإنجليزية)